# Presley Carson
Pour les articles homonymes, voir Carson.
Presley Carson Wood, né le 20 juillet 1968 à Roatán (Honduras) et mort le 28 février 2024, est un joueur de football international hondurien, qui joue au poste d'attaquant.

## Biographie

### Carrière en sélection
Avec l'équipe du Honduras, il joue 5 matchs (pour 3 buts inscrits) entre 1995 et 1998. 
Presley Carson figure notamment dans le groupe des sélectionnés lors des Gold Cup de 1996 et de 1998.

## Palmarès
- Champion du Honduras en 1997 (A), 1998 (C) avec le CD Motagua
- Finaliste de la Coupe du Honduras en 1993, 1995, 1997 et 1998 avec le CD Motagua
- Vainqueur de la Supercoupe du Honduras en 1998 avec le CD Motagua